# L'arte e gli amori di Rembrandt
L'arte e gli amori di Rembrandt (Rembrandt) è un film del 1936 diretto da Alexander Korda e basato sulla vita del pittore olandese Rembrandt Harmenszoon Van Rijn.
Nel 1936 è stato indicato tra i migliori film stranieri dell'anno dal National Board of Review of Motion Pictures.

## Produzione
Il film fu prodotto dalla London Film Productions. Fu il primo film della compagnia girato nei nuovi studios a Denham nel Buckinghamshire.

## Distribuzione
Distribuito dall'United Artists Corporation, il film uscì nelle sale cinematografiche britanniche il 6 novembre 1936.